# Bag (Pest)
Bag es un pueblo húngaro perteneciente al distrito de Aszód, condado de Pest.

## Superficie
Cuenta con una superficie de 23,55 km².

## Demografía
Hasta 2024 la población era de 3682 habitantes, con una densidad de población de 156,34 hab/km².
| Gráfica de evolución demográfica de Bag entre 2020 y 2024 |
|                                                           |
| Datos según la Oficina Central de Estadística de Hungría. |